# Női kézilabda-világbajnokság
A női kézilabda-világbajnokság az Nemzetközi Kézilabda-szövetség (International Handball Federation, IHF) szervezésében, minden páratlan évben, kétévente megrendezésre kerülő nemzetközi kézilabdatorna. A tornát jellemzően decemberben rendezik. A vb-n a selejtezők után 32 nemzet válogatottja vesz részt.
A nőknél 1949–1960 között szabadtéri világbajnokságok voltak, teremben 1957-től rendezik meg a tornát, 1993 óta kétévente.
A magyar női kézilabda-válogatott 1965-ben nyert vb-t. 1982-ben, valamint Ausztriával közösen 1995-ben rendezője volt az eseménynek, mindkét esetben ezüstérmes lett. Legközelebb 2027-ben lesz Magyarországon a torna.

## Terem világbajnokságok

### Tornák
| Év   | Rendező                       | Döntő           | Döntő          | Döntő           | Bronzmérkőzés   | Bronzmérkőzés          | Bronzmérkőzés      |
| Év   | Rendező                       | Aranyérmes      | Eredmény       | Ezüstérmes      | Bronzérmes      | Eredmény               | Negyedik helyezett |
| ---- | ----------------------------- | --------------- | -------------- | --------------- | --------------- | ---------------------- | ------------------ |
| 1957 | · Jugoszlávia                 | · Csehszlovákia | 7–1            | · Magyarország  | · Jugoszlávia   | 9–6                    | · NSZK             |
| 1962 | · Románia                     | · Románia       | 8–5            | · Dánia         | · Csehszlovákia | 6–5                    | · Jugoszlávia      |
| 1965 | · NSZK                        | · Magyarország  | 5–3            | · Jugoszlávia   | · NSZK          | 11–10                  | · Csehszlovákia    |
| 1971 | · Hollandia                   | · NDK           | 11–8           | · Jugoszlávia   | · Magyarország  | 12–11                  | · Románia          |
| 1973 | · Jugoszlávia                 | · Jugoszlávia   | 16–11          | · Románia       | · Szovjetunió   | 20–12                  | · Magyarország     |
| 1975 | · Szovjetunió                 | · NDK           | nem volt döntő | · Szovjetunió   | · Magyarország  | nem volt bronzmérkőzés | · Románia          |
| 1978 | · Csehszlovákia               | · NDK           | nem volt döntő | · Szovjetunió   | · Magyarország  | nem volt bronzmérkőzés | · Csehszlovákia    |
| 1982 | · Magyarország                | · Szovjetunió   | nem volt döntő | · Magyarország  | · Jugoszlávia   | nem volt bronzmérkőzés | · NDK              |
| 1986 | · Hollandia                   | · Szovjetunió   | 30–22          | · Csehszlovákia | · Norvégia      | 23–19                  | · NDK              |
| 1990 | · Dél-Korea                   | · Szovjetunió   | 24–22          | · Jugoszlávia   | · NDK           | 25–19                  | · NSZK             |
| 1993 | · Norvégia                    | · Németország   | 22–21 (h.u.)   | · Dánia         | · Norvégia      | 20–19                  | · Románia          |
| 1995 | Ausztria / Magyarország       | · Dél-Korea     | 25–20          | · Magyarország  | · Dánia         | 25–24                  | · Norvégia         |
| 1997 | · Németország                 | · Dánia         | 33–20          | · Norvégia      | · Németország   | 27–25                  | · Oroszország      |
| 1999 | Dánia / Norvégia              | · Norvégia      | 25–24 (h.u.)   | · Franciaország | · Ausztria      | 31–28 (h.u.)           | · Románia          |
| 2001 | · Olaszország                 | · Oroszország   | 30–25          | · Norvégia      | · Jugoszlávia   | 42–40                  | · Dánia            |
| 2003 | · Horvátország                | · Franciaország | 32–29 (h.u.)   | · Magyarország  | · Dél-Korea     | 31–29                  | · Ukrajna          |
| 2005 | · Oroszország                 | · Oroszország   | 28–23          | · Románia       | · Magyarország  | 27–24                  | · Dánia            |
| 2007 | · Franciaország               | · Oroszország   | 29–24          | · Norvégia      | · Németország   | 36–35 (h.u.)           | · Románia          |
| 2009 | · Kína                        | · Oroszország   | 25–22          | · Franciaország | · Norvégia      | 31–26                  | · Spanyolország    |
| 2011 | · Brazília                    | · Norvégia      | 32–24          | · Franciaország | · Spanyolország | 24–18                  | · Dánia            |
| 2013 | · Szerbia                     | · Brazília      | 22–20          | · Szerbia       | · Dánia         | 30–26                  | · Lengyelország    |
| 2015 | · Dánia                       | · Norvégia      | 31–23          | · Hollandia     | · Románia       | 31–22                  | · Lengyelország    |
| 2017 | · Németország                 | · Franciaország | 23–21          | · Norvégia      | · Hollandia     | 24–21                  | · Svédország       |
| 2019 | · Japán                       | · Hollandia     | 30–29          | · Spanyolország | · Oroszország   | 33–28                  | · Norvégia         |
| 2021 | · Spanyolország               | · Norvégia      | 29–22          | · Franciaország | · Dánia         | 35–28                  | · Spanyolország    |
| 2023 | Norvégia / Dánia / Svédország | · Franciaország | 31–28          | · Norvégia      | · Dánia         | 28–27                  | · Svédország       |
| 2025 | Németország / Hollandia       |                 |                |                 |                 |                        |                    |
| 2027 | · Magyarország                |                 |                |                 |                 |                        |                    |
| 2029 | · Spanyolország               |                 |                |                 |                 |                        |                    |
| 2031 | Csehország / Lengyelország    |                 |                |                 |                 |                        |                    |

### Éremtáblázat
Az alábbi táblázat az 1957–2023-ig megrendezett terem világbajnokságokon érmet nyert csapatokat tartalmazza.
(Magyarország csapata eltérő háttérszínnel, az egyes számoszlopok legmagasabb értéke, vagy értékei vastagítással kiemelve.)
| Helyezés | Nemzet                    | Arany | Ezüst | Bronz | Összesen |
| 1.       | Oroszország · Szovjetunió | 7     | 2     | 2     | 11       |
| 2.       | Norvégia                  | 4     | 5     | 3     | 12       |
| 3.       | Németország · NSZK · NDK  | 4     | 0     | 4     | 8        |
| 4.       | Franciaország             | 3     | 4     | 0     | 7        |
| 5.       | Magyarország              | 1     | 4     | 4     | 9        |
| 6.       | Jugoszlávia               | 1     | 3     | 3     | 7        |
| 7.       | Dánia                     | 1     | 2     | 4     | 7        |
| 8.       | Románia                   | 1     | 2     | 1     | 4        |
| 9.       | Csehszlovákia             | 1     | 1     | 1     | 3        |
| 9.       | Hollandia                 | 1     | 1     | 1     | 3        |
| 11.      | Dél-Korea                 | 1     | 0     | 1     | 2        |
| 12.      | Brazília                  | 1     | 0     | 0     | 1        |
| 13.      | Spanyolország             | 0     | 1     | 1     | 2        |
| 14.      | Szerbia                   | 0     | 1     | 0     | 1        |
| 15.      | Ausztria                  | 0     | 0     | 1     | 1        |
|          |                           |       |       |       |          |
| Összesen | Összesen                  | 26    | 26    | 26    | 78       |

## Szabadtéri világbajnokságok

### Tornák
| Év   | Rendező ország | Győztes      | Második     | Harmadik      |
| ---- | -------------- | ------------ | ----------- | ------------- |
| 1949 | Magyarország   | Magyarország | Ausztria    | Csehszlovákia |
| 1956 | Németország    | Románia      | Németország | Magyarország  |
| 1960 | Hollandia      | Románia      | Ausztria    | Németország   |

### Éremtáblázat
Az alábbi táblázat az 1949–1960 között megrendezett szabadtéri világbajnokságokon érmet nyert csapatokat tartalmazza.
(Magyarország csapata eltérő háttérszínnel, az egyes számoszlopok legmagasabb értéke, vagy értékei vastagítással kiemelve.)
| Helyezés | Nemzet        | Arany | Ezüst | Bronz | Összesen |
| 1.       | Románia       | 2     | 0     | 0     | 2        |
| 2.       | Magyarország  | 1     | 0     | 1     | 2        |
| 3.       | Ausztria      | 0     | 2     | 0     | 2        |
| 4.       | NSZK          | 0     | 1     | 1     | 2        |
| 5.       | Csehszlovákia | 0     | 0     | 1     | 1        |
|          |               |       |       |       |          |
| Összesen | Összesen      | 3     | 3     | 3     | 9        |